# カレル・ファン・デ・ウステイン

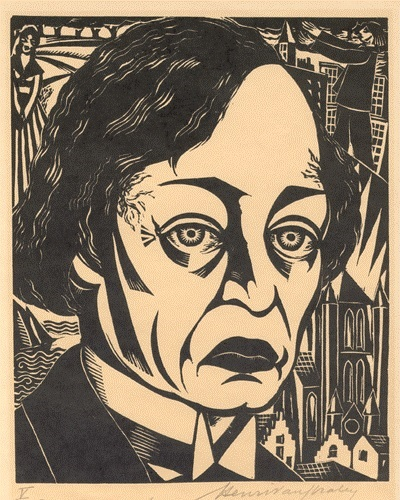
カレル・ファン・デ・ウステイ (1937)、(画)アンリ・ファン・ストラーテン

カレル・ファン・デ・ウステイン（Karel van de Woestijne、1878年3月10日 - 1929年8月23日）は、ベルギーの詩人。

## 経歴
ヘント生まれ。ヘント大学で哲学を学んだ後ヘント近郊の村、シント＝マルテンス＝ラーテムにて創作活動を行った。当時のこの地にはフランドルを代表する芸術家たちが集まっていた。象徴主義の詩人であり、フラマン語で執筆していた。